# 佐伯俊 (漫画家)
佐伯 俊（さえき しゅん）は、日本の漫画家。既婚。自画像は頬にほくろのある中年の男。

## 略歴
大学の後輩だった附田祐斗がジャンプ十二傑新人漫画賞で十二傑賞を受賞した悔しさから、成人向け漫画他誌でデビューを果たす。
附田の机に置かれていた成人向け単行本を見た担当編集が、佐伯俊の作画に惹かれたことから、附田を通して担当編集と連絡を取るようになる。2011年、『ジャンプNEXT!』にて読切『キミと私の恋愛相談』を掲載。2012年、『週刊少年ジャンプ』にて『食戟のソーマ』で連載デビュー。
妻とはネットで知り合い、コミケで意気投合した。

## 作品リスト

### 漫画
- 食戟のソーマ（原作：附田祐斗、『週刊少年ジャンプ』2012年52号 - 2019年29号、集英社、全36巻）
- 食戟のサンジ（原作：尾田栄一郎、ストーリー：附田祐斗、『週刊少年ジャンプ』2018年34号[5]、2021年5・6合併号[6]、2021年33・34合併号、2021年40号[7]、2022年5・6合併号、2022年34号[8]、『最強ジャンプ』2018年11月号[9]、集英社、全1巻） - 『ONE PIECE』のスピンオフ[10]
- 覆面探偵 マスク・ド・ホームズとキス泥棒（原作：西尾維新、構成：附田祐斗、『週刊少年ジャンプ』2019年42号、集英社）
- ユーゲンと女霊学級（原作：附田祐斗、『週刊少年ジャンプ』2020年25号、集英社）
- テンマクキネマ（原作：附田祐斗、『週刊少年ジャンプ』2023年19号[11] - 2023年41号[12]、全3巻）
- 食戟のソーマ×キン肉マン（2024年、原作：ゆでたまご、ストーリー：附田祐斗、協力：森崎友紀、『キン肉マンジャンプ』Vol.5、集英社、読み切り）

### その他
- アクティヴレイド -機動強襲室第八係-（2016年、テレビアニメ） - キャラクター原案
- テイルズ オブ ルミナリア（2021年、スマートデバイス用ゲーム） - キャラクターデザイン

## 師匠
- ミウラタダヒロ[13]

## アシスタント
- きただりょうま